# Глобалізація
Глобаліза́ція — процес всесвітньої економічної, політичної та культурної інтеграції та уніфікації. У ширшому розумінні — перетворення певного явища на планетарне, таке, що стосується всієї Землі. Основними наслідками глобалізації є міжнародний поділ праці, міграція в масштабах усієї планети, капіталу, людських та виробничих ресурсів, стандартизація законодавства, економічних та технічних процесів, а також зближення культур різних країн. Це об'єктивний процес, зумовлений розвитком транспорту та засобів зв'язку, він має системний характер, тобто охоплює всі сфери життя суспільства. В результаті глобалізації світ стає більш зв'язаним і залежним від усіх його суб'єктів. Відбувається збільшення як кількості спільних для груп держав проблем, так і кількості та типів інтегрованих суб'єктів.
Економічно глобалізуються виробництво, послуги та капітал, технологія й дані. Паровоз, пароплав, реактивний літак, контейнерні морські судна є приладами поступу в галузі транспорту, а телеграф і його сучасні потомки Інтернет та мобільний телефон є прикладами розвитку інфраструктури телекомунікацій. Усі ці винаходи стали важливими чинниками глобалізації й зумовлюють дедалі більшу взаємозалежність економіки й культурного життя.
У 2000 році Міжнародний валютний фонд ідентифікував чотири базові аспекти глобалізації: торгівлю й фінансові транзакції, рух капіталу та інвестицій, міграцію людей та розповсюдження знань. З глобалізацією пов'язують також проблеми довкілля, наприклад глобальне потепління, забруднення вод за межами кордонів, забруднення повітря та надмірний вилов риби в океанах. Процеси глобалізації впливають на бізнес та зайнятість, економіку, соціокультурні ресурси та на природне довкілля. В академічній літературі глобалізацію зазвичай розбивають на три основні області: економічну, культурну та політичну глобалізацію.

## Історія
Провісником глобалізації стала поява Великого шовкового шляху, що з'єднав Китай і Римську імперію. Утворення власне глобального ринку почалось з початком європейської Доби великих географічних відкриттів і підштовхувалось європейською військово-політичною та економічною експансією по планеті. Глобалізація, зокрема утворення планетарного ринку, дещо призупинялася в періоди поділу людства на ворожі табори (Семирічна війна, Війна за незалежність США, Французька революція і Наполеонівські війни, світові війни) та холодної війни, коли економічний і культурний розвиток окремих суспільств планети, таких як СРСР та КНР, відбувався відособлено від розвитку решти людського співтовариства.

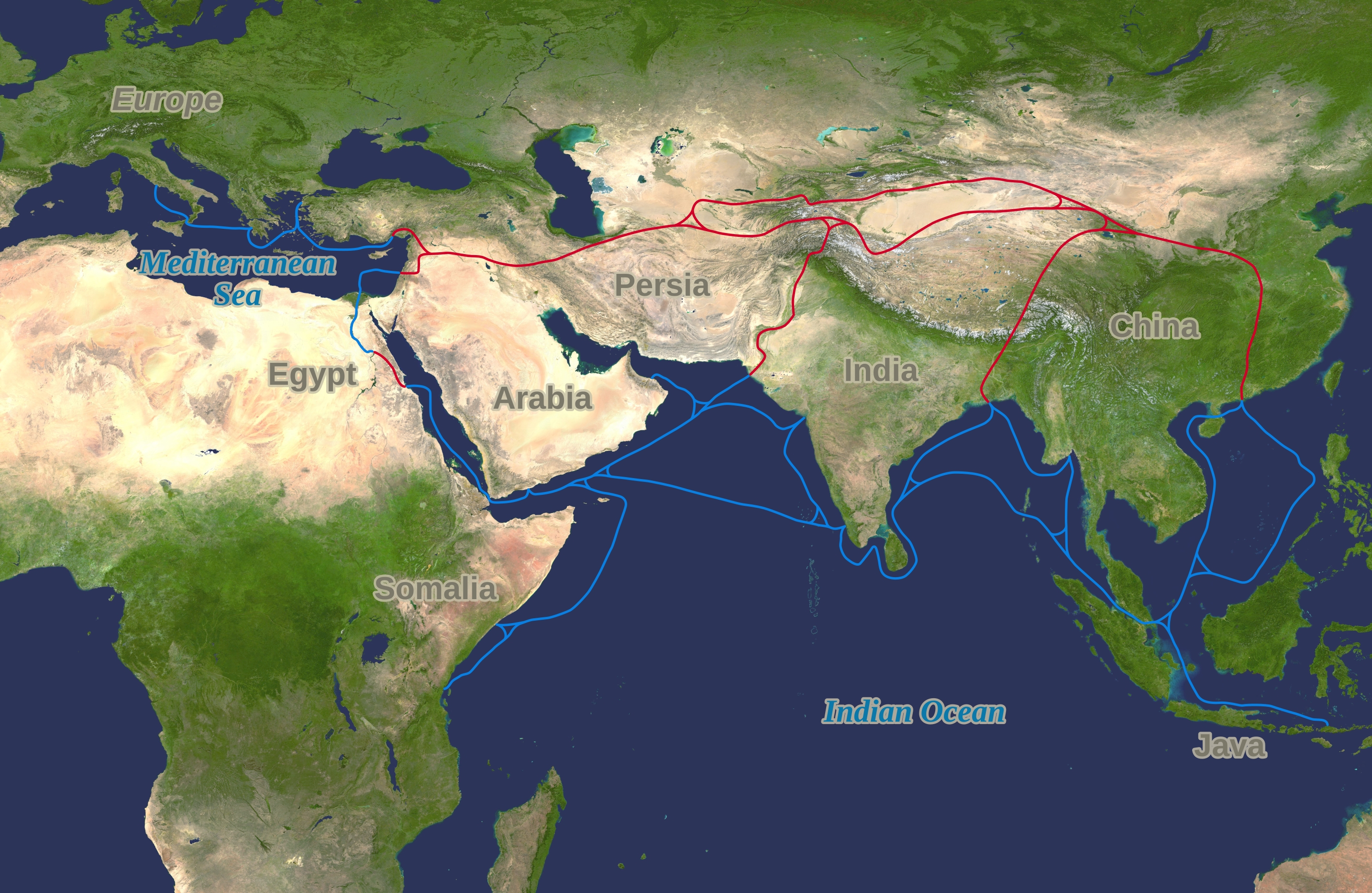
Маршрути Шовкового шляху і торгівлі прянощами, які контролювала Османська імперія в 1453 році

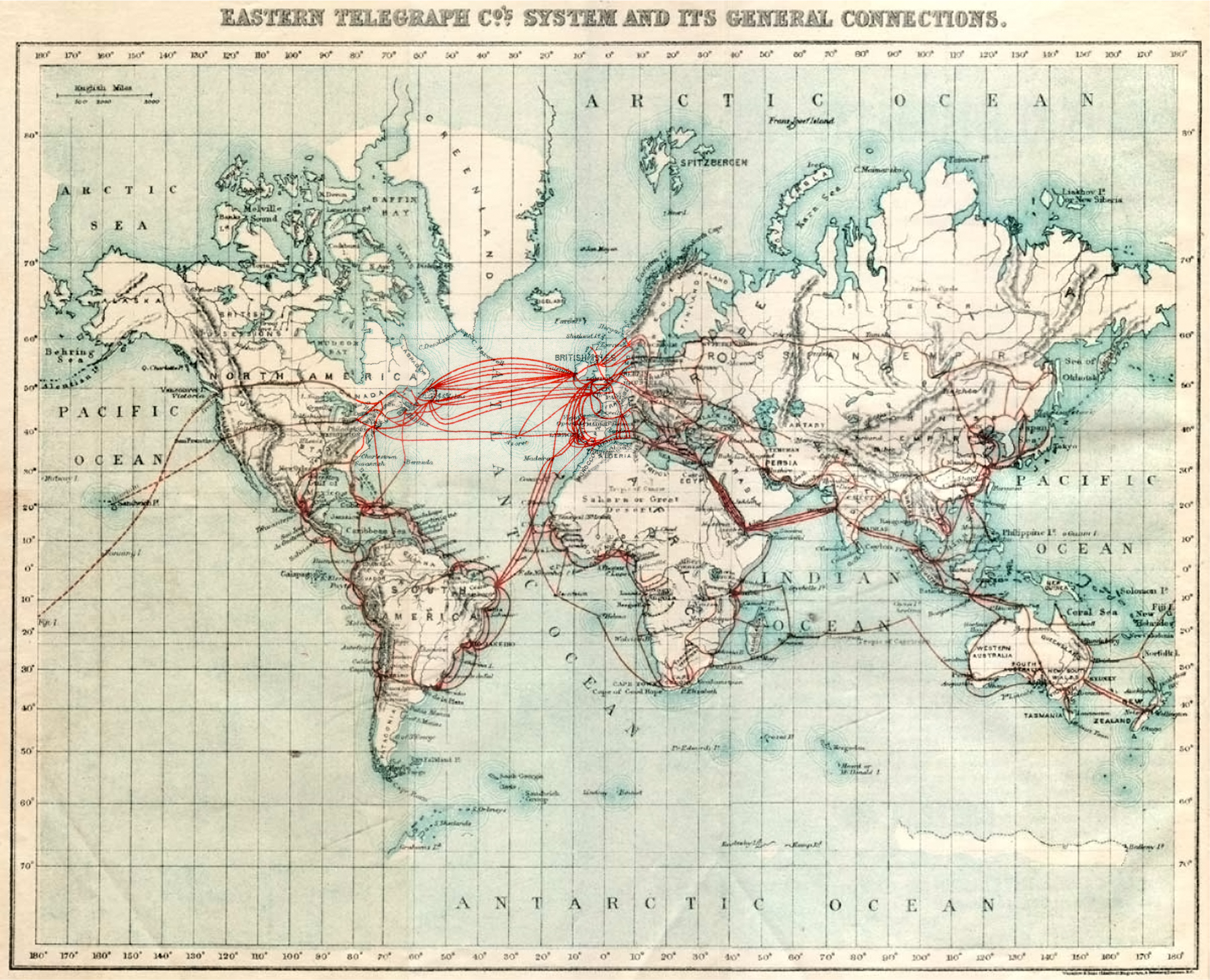
Діаграма підводних телеграфних кабелів компанії Eastern Telegraph Company 1901 року як приклад технології початку ХХ-го ст., що несла з собою модернізацію та глобалізацію.

Особливих темпів глобалізація набрала в останні десятиліття XX століття і на початку XXI століття. З одного боку це пов'язано з падінням залізної завіси та інтеграцією Китаю в світову економіку, з іншого — із швидким розвитком інформаційних технологій, завдяки яким зросли можливості доступу до будь-якої інформації у світі.
Хоча глобалізація — об'єктивний процес, оцінки його ходу і наслідків тривалий час викликають активну політичну дискусію, а ставлення до змін, спричинених нею в локальних і національних спільнотах, активізує політичну боротьбу в різних державах. Глобалізація на сучасному етапі (початок 21 століття), має як палких прихильників, так і опонентів.

## Походження слова
Слово запозичене з англійської мови та походить від лат. globus — куля, земна куля, глобус. Від цього слова було утворено прикметник «глобальний» англ. global — той, який має відношення до земної кулі: світовий, планетарний. Від слова global було утворено дієслово globalize — перетворювати певне явище на глобальне, «глобалізувати», — а також іменник globalization — перетворення певного явища на світове, на таке, яке стосується всієї земної кулі.
Спочатку ці слова почали вживатися у суспільних науках, але в 1961 слово globalization уперше зафіксовано в англомовному словнику. В 1983 році Теодор Левітт (англ. Theodore Levitt), професор Гарвардської школи бізнесу опублікував статтю «Глобалізація ринків», тому сучасну популярність і широкий вжиток терміну часто приписують йому.

## Негативні ефекти
Прискорення темпів глобалізації призвело до виникнення у світі опозиційного до неї політичного руху антиглобалізму. Антиглобалісти звинувачують глобалізацію в збільшенні соціальної нерівності, зниканні традиційного суспільного устрою (зокрема доморобництва) й деградації довкілля. Невдоволення глобалізацією характерне як у розвиткових, так і в економічно розвинених країнах. Перенесення виробництва з країн Заходу в Третій світ через дешевшу робочу силу призводить до ліквідації робочих місць і безробіття у світі Першому. Наприклад, на Середньому Заході США глобалізація виробництв і їхня оптимізація спричинила зниження конкурентоспроможності місцевих підприємств промисловості та сільського господарства, знижуючи цим якість життя їхніх працівників.
Дехто також вбачає зростаючу загрозу у впливі глобалізації на культуру. Рівнобіжно з глобалізацією економіки та торгівлі, культура імпортується та експортується також, через що можуть нівелюватися локальні традиції й цінності.

## Позитивні ефекти
Глобалізація, зумовлена доцентровими тенденціями світових інтеграційних процесів, покликана консолідувати планетарне співтовариство на ґрунті єдиного в глобальному масштабі економічного простору. В геометричній прогресії всеохопна економічна інтеграція в період XXI століття, формує єдину транснаціональну систему господарства — глобальний економічний моноліт. Процес інтернаціоналізації виробництва настільки втягує народи, країни, регіони у єдиний світовий мегасоціум, що це само собою, треба сподіватись, нівелює в майбутньому суть і обрис національно-державних утворень. Державні структури з часом почнуть розчинятися, їх військово-політичні потенції — самоанулюватися, міждержавні кордони — руйнуватися. Загальна економічна інтеграція, усуваючи міжнаціональні бар'єри, руйнуючи міждержавні кордони, розчиняючи власне самі національно-державні утворення, об'єктивно покликана трансформувати ці утворення в єдину, цілісну, неподільну міжнаціональну спільність — глобальний соціомоноліт — з єдиним наднаціональним центром координації, управління, контролю…
Доцентровий вектор інтеграційних процесів однозначно диктує формування моноцілісного світового устрою.
Перспектива формування цілісного, неподільного світу в процесі глобальної економічної інтеграції — об'єктивна неминучість, зумовлена природною ходою суспільної еволюції. Отже, — вона виправдана. Насамперед тому, що в міру формування соціально-економічного в глобальному вимірі моноліту зникнуть будь-які підстави для міжнаціонального суперництва, ворожнечі і конфліктів. Цілісний, неподільний світ на ґрунті єдиного економічного простору тим хороший, що він виключить з життя людського можливість зіткнення у вигляді руйнівних війн. Відтак доцентрова тенденція глобалізаційних процесів об'єктивно покликана забезпечити самовиживання людської цивілізації і її прогрес.

## Економічна глобалізація

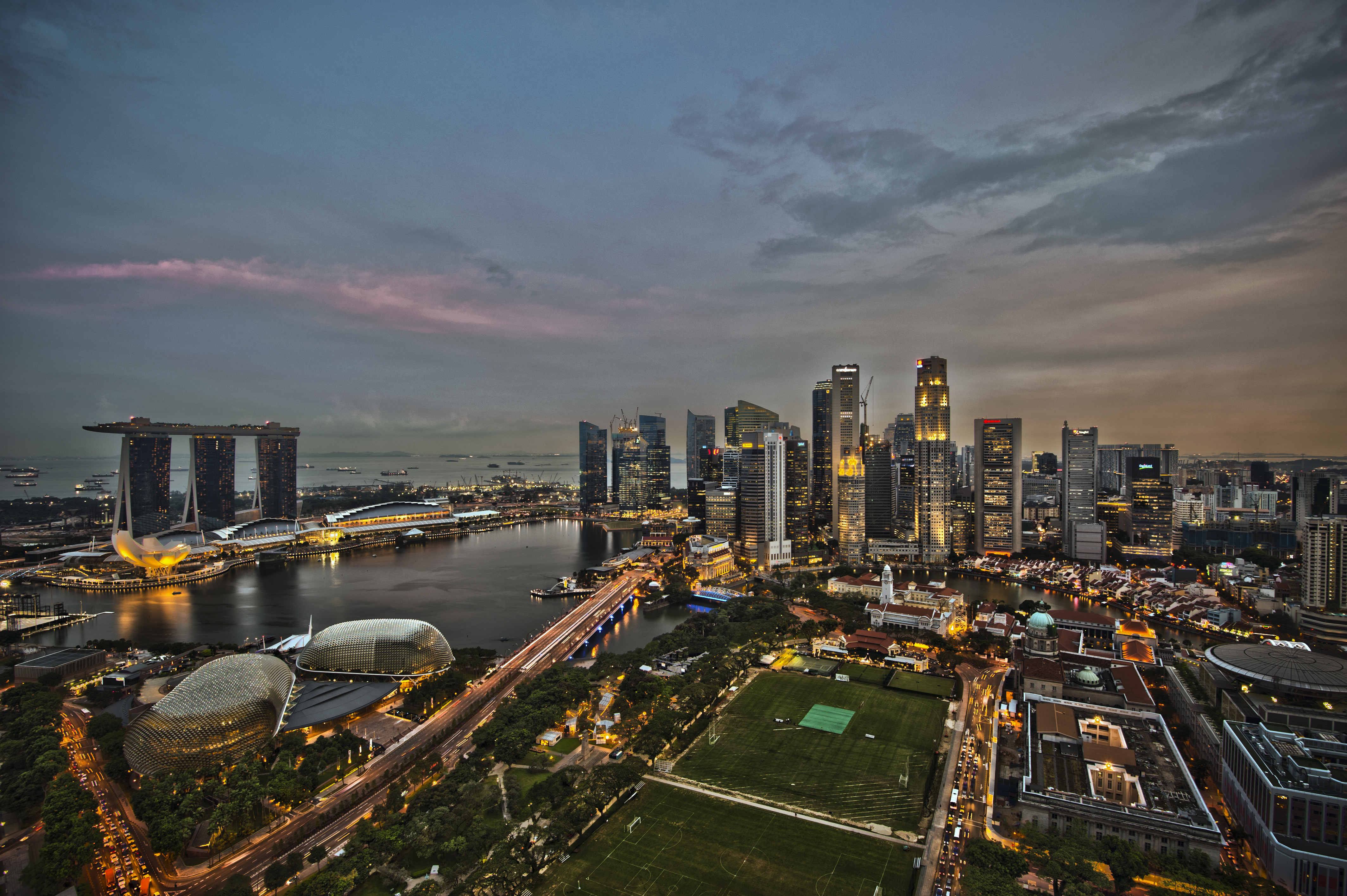
Сингапур очолює список країн за показником сприяння торгівлі (станом на 2016 рік)

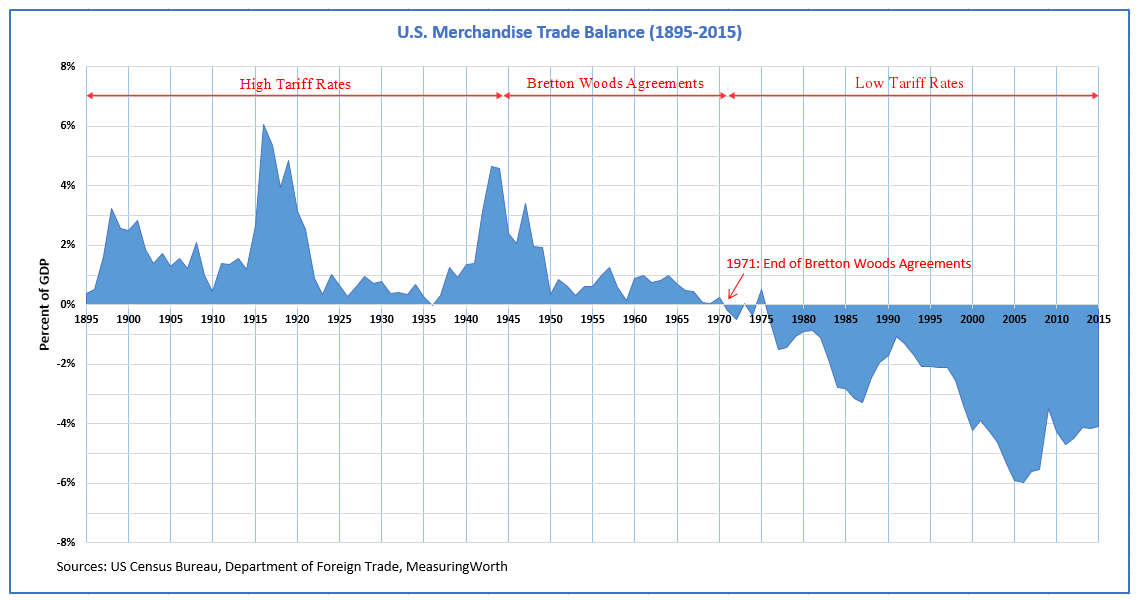
Торговий баланс США та політика області торгівлі (1895—2015)

Число країн із банківською кризою кожного року, починаючи з 1800. Враховано тільки 70 країн. Загальну тенденцію до зростання можна пояснити багатьма факторами. Один із них поступове зростання числа людей, що отримують гроші за працю. Особливою рисою графіку є практична відсутність банківських криз у період дії Бреттон-Вудської угоди (з 1945 по 1971).

Економічна глобалізація означає збільшення взаємозалежності національних економік усього світу, зумовлене швидким зростанням руху через кордони товарів, послуг, технології та капіталу. Тоді як глобалізація бізнесу зосереджена навколо зменшення регуляції міжнародної торгівлі й тарифів, податків та інших перешкод глобальній торгівлі, економічна глобалізація є процесом збільшення економічної інтеграції між країнами, що веде до формування глобального або світового ринку. Залежно від парадигми економічну глобалізацію можна розглядати і як позитивне, і як негативне явище. Економічна глобалізація включає глобалізацію виробництва, тобто отримання товарів і послуг з різних місць у світі з метою виграшу в затратах та якості. Аналогічно, вона включає глобалізацію ринків, тобто формування об'єднання окремих ринків у величезний глобальний. Економічна глобалізація також включає глобальну конкуренцію, технологію, корпорації та індустрії.
На сучасному етапі, тобто на початку 21 століття, переважає тенденція інтегрування економік розвинених країн із економіками країн, що відстали в розвитку, шляхом прямих інвестицій, зниження торгових бар'єрів та інші економічні реформи, а також, у багатьох випадках, імміграцію населення. При цьому слід враховувати, що спеціалізація всіх багатих країн, заснована на порівняльних перевагах, які створюються зусиллями громадян, а бідні країни ідуть за сценарієм порівняльних переваг природного походження.
Міжнародні стандарти збільшили ефективність торгівлі товарами та послугами. Як приклад такого стандарту можна навести контейнер. Контейнеризація радикально зменшила вартість транспортування й була значним чинником у післявоєнному розквіті міжнародної торгівлі, тобто була елементом глобалізації. Міжнародна організація зі стандартизації є міжнародним органом, до складу якого входять представники різних національних організацій зі стандартів.
Транснаціональна корпорація або світове підприємство є організацією, що або володіє виробництвом товарів та послуг у багатьох країнах, або контролює його. Про таку корпорацію можна сказати, що вона не належить жодній країні.
Зони вільної торгівлі виникає при утворенні торгового блоку, члени якого підписали угоду про вільну торгівлю. Такі угоди передбачають співробітництво між принаймні двома країнами з метою зменшення торгових бар'єрів, квот на імпорт та тарифів. Якщо при цьому люди можуть вільно рухатися між країнами, тоді говорять про відкриті кордони. Мабуть, найважливішою зоною вільної торгівлі у світі є Європейський Союз. ЄС розвинув спільний ринок завдяки стандартизації законів, що діють у країнах-членах. Політика ЄС ставить собі за мету забезпечення вільного руху людей, товарів, послуг і капіталу у просторі внутрішнього ринку.
Спрощення процедур торгівлі має на меті покращення умов руху товарів через кордони для забезпечення зменшення витрат і збільшення ефективності, водночас зберігаючи легальні регулятивні функції.
Велике значення має також глобальна торгівля послугами. Наприклад, в Індії аутсорсинг бізнес-процесів проголошений «основним двигуном розвитку країни в наступні десятиліття, забезпечуючи ріст ВВП, зайнятості та зменшення бідності»

## Культурна глобалізація

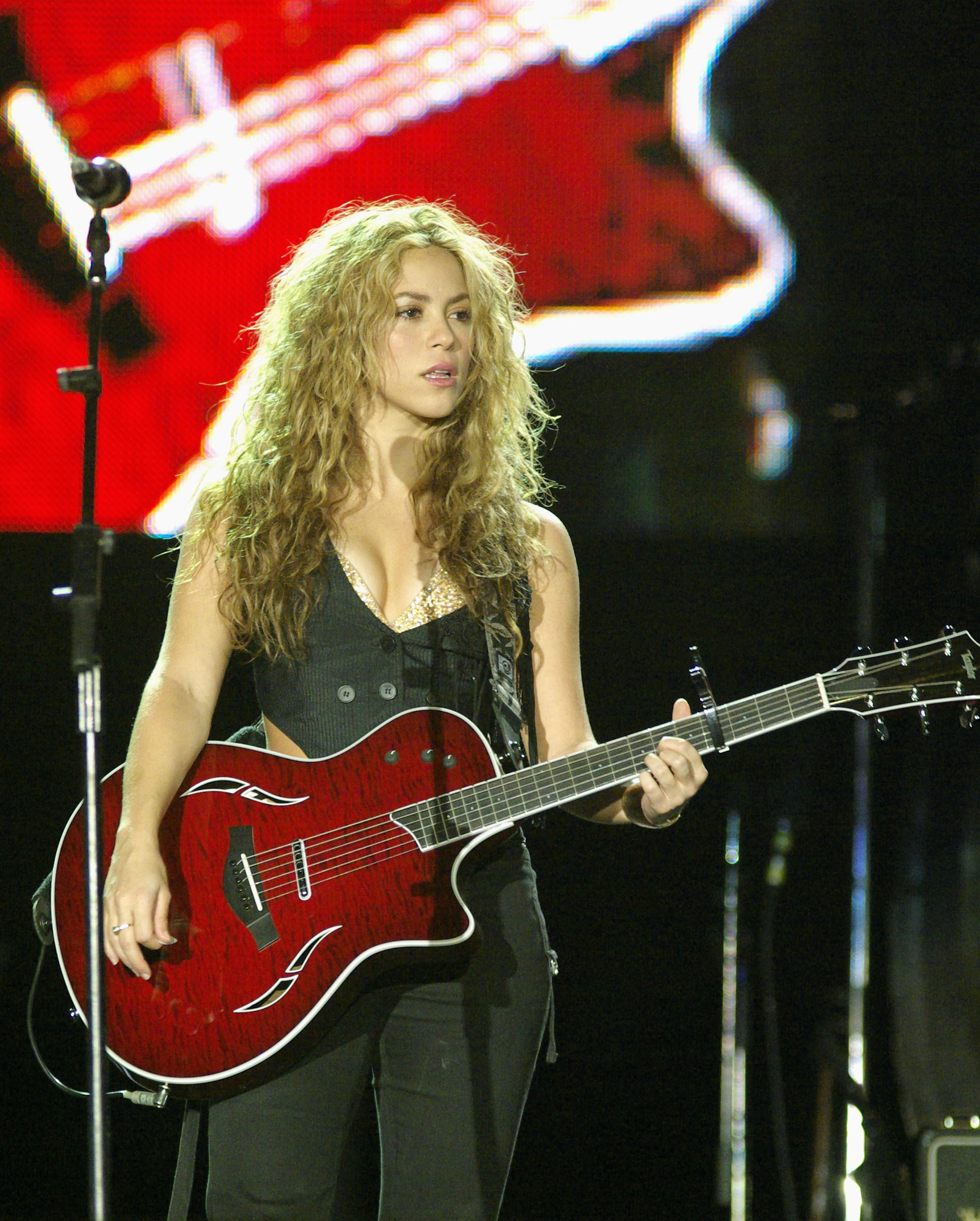
Колумбійська багатомовна співачка Шакіра виступає на чужині.

Коли говорять про культурну глобалізацію, мають на увазі поширення ідей, значень та цінностей у світі з розширенням та збагаченням культурних стосунків. Цей процес відзначається спільним споживанням культурних продуктів поширених через Інтернет, засоби популярної культури та завдяки міжнародному туризму. Він доповнює процеси обміну товарами, що вже давно сприяли обміну культурними цінностями на планеті. Циркуляція культурних продуктів дозволяє індивідами брати участь у соціальних стосунках, що виходять за межі країн та регіонів. Утворення та збагачення соціальних стосунків спостерігається не тільки на матеріальному рівні. Культурна глобалізація означає формування спільних норм і знання, які люди асоціюють зі своїми індивідуальними й колективними ідентичностями. Вона призводить до зростання взаємозв'язаності між різними народами й культурами. Те, як спілкуються між собою люди з різними культурними традиціями вивчає область міжкультурної комунікації.
Термін дифузія культури означає поширення у світі культурних сутностей: ідей, моди, релігій, технологій, мов тощо. Культурна глобалізація збільшила контакти між культурами, але може супроводжуватися зменшенням унікальності колись ізольованих спільнот.
Наприклад, суші можна купити не тільки в Японії, а й у Німеччині, але паризький Діснейленд приваблює людей із міста, зменшуючи попит на автентичні паризькі тістечка.  Глобалізація розширила можливості розважитися, поширивши попкультуру, особливо через Інтернет та супутникове телебачення.
Серед культурних елементів одними з перших глобалізувалися релігії, їх поширювали силою, через міграцію, євангелізм, імперіалізм та торгівлю. Християнство, іслам, буддизм, а останні часом такі секти як мормонізм, вкорінилися й стали чинити вплив на культуру в краях, далеких від місць свого зародження. Глобалізація сильно вплинула на спорт. Наприклад, в Олімпійських іграх сучасності беруть участь спортсмени з понад 200 країн.
Чемпіонат світу з футболу збирає біля телеекранів найбільше глядачів, більше навіть, ніж Олімпіади; дев'ята частина усього населення планети дивилася фінал чемпіонату світу 2006 року.
Глобалізація означає зміни. Традиційна для культури музика може бути втрачена або злитися з музикою інших стилів. Унаслідок глобалізація може скластися ситуація, в якій пріоритетом стає збереження музичної спадщини. Окремі активісти намагаються зібрати й записати репертуар, перш ніж мелодії асимілюють або зазнають змін, а місцевим музикантам іноді буває важко зберегти автентичність й місцеві музичні традиції. Глобалізація може змусити виконавців відмовитися від традиційних інструментів. Іноді виникає сплав стилів, що може бути цікавим полем аналізу.
Музика відіграє важливу роль в економічному й культурному розвитку під час глобалізації. Такі музичні жанри як джаз та регі зародилися місцево, але згодом стали міжнародним явищем. Завдяки глобалізації етнічна музика країн, що розвиваються, досягає ширшої аудиторії. Хоча спочатку термін музика світу означав специфічно етнічну музику, але зараз його розуміють ширше, включаючи такі гібридні піджанри як світовий ф'южн, глобальний ф'южн, етнічний ф'южн та світовий-біт.

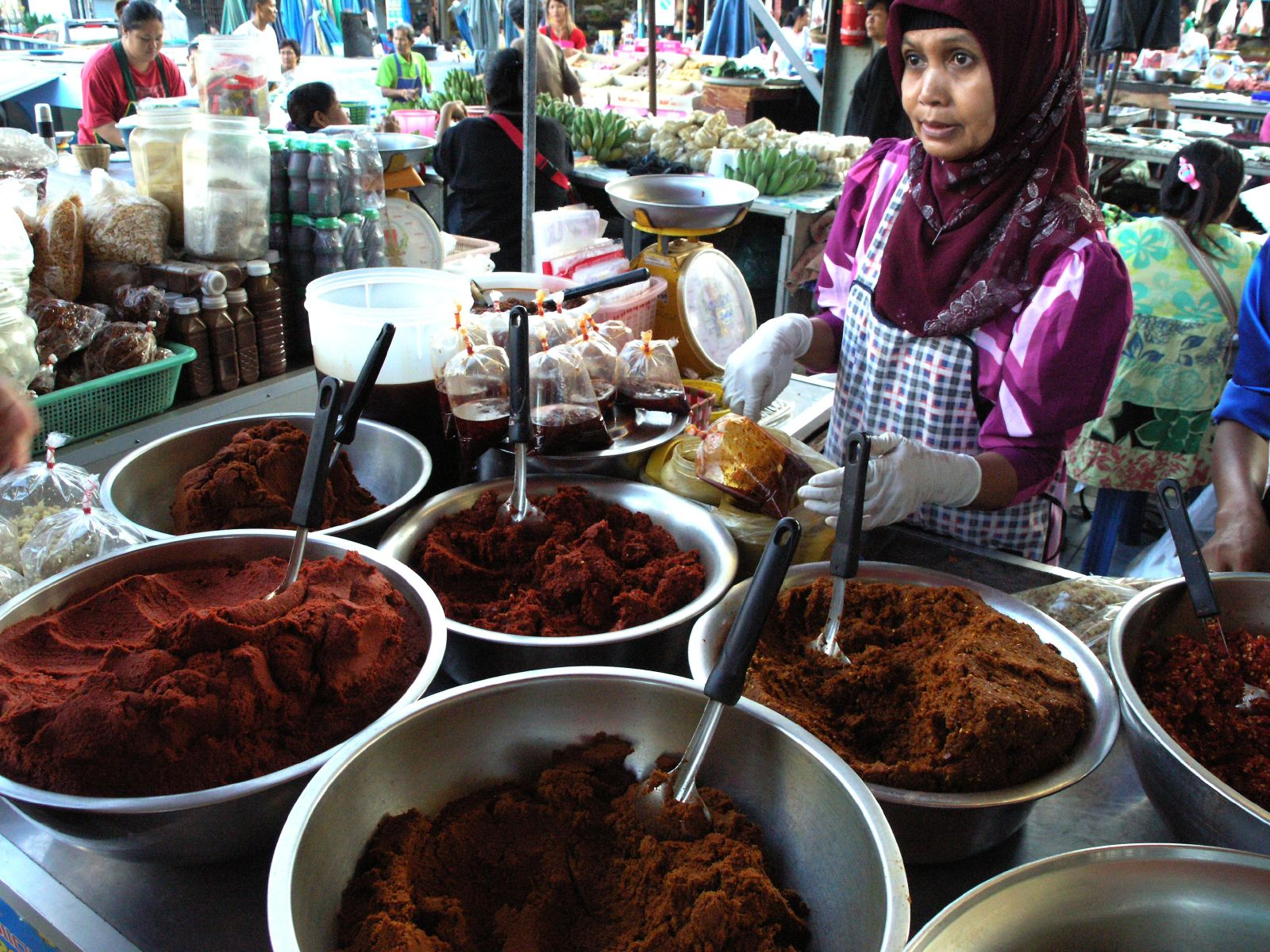
Вживання в їжу перцю чилі проникло з Америки в кухні багатьох країн, зокрема: Таїланду, Кореї, Китаю та Італії.

П'єр Бурдьє стверджував, що сприйняття споживання можна розглядати як самоідентифікацію та формування особистості. У музиці це означає, що кожна людина має свою особисту музичну ідентичність, залежно від уподобань та смаків. На ці вподобання на смаки значно впливає культура, й це основна причина бажань та поведінки особи. Концепція власної культури тепер, через глобалізацію, проходить через період зміни. Крім того, глобалізація збільшила взаємну залежність політичних, особистих, культурних та економічних чинників.
Доповідь ЮНЕСКО 2005 року свідчить, що культурний обмін із країн Східної Азії зростає, але основними експортерами культурних продуктів залишаються країни Заходу. У 2002 році Китай був третім найбільшим експортером культурної продукції після Великої Британії та США. Між 1994 та 2002 роками частка як Північної Америки, так і Європейського Союзу в культурному експорті впала, тоді як культурний експорт із Азії збільшився й перевищив експорт із Північної Америки. Пов'язаним чинником є те, що населення та площа країн Азії у кілька разів більші за відповідні показники Північної Америки. Американізація відноситься до періоду, коли США були дуже сильними політично, і американські крамниці, ринки та предмети заполонили інші країни.
Критики глобалізації закидають їй те, що вона шкодить різноманітності культур. Завдяки глобалізації культура могутньої країни
проникає в культуру слабких країн і шкодить їхній окремості.

## Сутність та етапи глобалізації
Глобалізація охоплює практично всі сфери суспільної діяльності, включаючи політику, ідеологію, культуру, спосіб життя, самі умови існування людства. Глобалізація виражається в таких процесах:
- зміцнення зв'язків між найвіддаленішими куточками планети, небувале поширення по всій планеті ідей та інформації, технологій, культури, ціннісних орієнтацій, способу життя, поведінки;
- зростання інтенсивності взаємозв'язків у сфері торгівлі, фінансів, міграції населення внаслідок розвитку всеосяжних систем транспорту та комунікацій;
- виникнення спільних для світового співтовариства проблем, процес зростання загальнолюдських інтересів у всіх сферах людського буття, стертя граней між місцевими й всепланетарними подіями.

Процеси глобалізації інтенсифікувалися після 1945 року. Друга світова війна була глобальною війною, у яку тією чи іншою мірою були залучені всі континенти. У 1945-му була створена ООН, виникли могутні наддержавні фінансові установи — Міжнародний валютний фонд (МВФ), Світовий банк. Науково-технічна революція стала впливовим суспільним явищем.
Другий період 1970-их —1990-их років тривав на тлі розвалу радянського блоку, а згодом і самого СРСР, завершення «холодної війни». У цей період людство усвідомило наявність глобальних проблем і здійснило спроби їхнього розв'язання.
З початку XXI ст. розпочався третій період глобалізації: Після атак на США глобального характеру набула боротьба проти світового тероризму; у 2007 році свідченням глобального характеру економіки стали спільні дії центробанків провідних держав та початок світової фінансової кризи.

## Потогінне виробництво
У багатьох бідніших країнах глобалізація є результатом діяльності закордонного бізнесу, що експлуатує працівників цих країн, з метою отримати перевагу над конкурентами завдяки нижчій заробітній платні працівників.
Прикладом таких потогінних виробництв є підприємства, що виробляють спортивне взуття, зокрема — компанія Nike. У бідних країнах будуються фабрики де працівники згодні працювати за низьку платню. Потім, якщо закони праці у таких країнах змінюються на користь працівників, то фабрики закриваються і переїжджають до інших країн з привабливішими умовами для ведення бізнесу.

## Оптимальні шляхи подолання світових глобальних проблем
В ідеальному варіанті, глобалізація має принести позитивні результати для всього людства, але тільки в тому випадку якщо швидко і надійно вирішити проблему «мінусів», таких як Макдональдизація. Основна проблема стоїть в тому, що усунення недоліків потрібно вирішувати зараз. Але це не знаходить чинного місця в списку проблем, яке вирішує людство. Велика увага приділяється питанню «миру», «голоду» африканських народів, «глобального потепління» і. т.д. Безперечно, це великі проблеми, які потребують негайного рішення. Але в цей же час, ми повинні, ще в зародку вирішити проблему мінусів глобалізації. Людство намагається прибрати вже результат, в той час як повинно усунути саму проблему.

## Україна в контексті глобалізації
Визначний норвезький економіст Ерік Райнерт, говорячи про шлях України, зазначав, що секрет багатих країн простий — кожна з них, перш ніж перейти до вільного ринку, пройшла шлях державного регулювання, захисту внутрішнього ринку та нарощування виробництва. Політику МВФ і Світового банку до кризових економік Райнерт порівнює з ліками, які знімають тимчасовий біль, але не лікують власне хворобу.
Україна —– вже точно не «третій світ», вважає Райнерт. Для України найнагальніша проблема – конфлікт кількох ідеологій управління країною та груп, які їх обстоюють; між залишками радянської економіки та неоліберальними концепціями, що їх пропонують західні країни. Важливо самим дійти думки, як розбудовувати країну функціонально, яке місце України в світі. Радянська і західна капіталістичні системи пріоритетним визначали виробництво. Після розвалу Союзу більшість пострадянських держав, зокрема й Україна, обрали неолібералізм, якому властиво продавати будь-що, а не виробляти.
«Не можна легковажити із набутками минулого», —- зауважує Райнерт. Україні варто і надалі розвивати наукомісткий виробничий сектор, дорожити людськими ресурсами. Адже багато недавніх членів ЄС допустили відтік фахівців на користь Західної Європи. Людей треба залишати, навіть якщо виробництво буде невигідне.
Серед пріоритетів України – відбудова свого внутрішнього ринку, який дасть бізнесу можливість інвестувати в економіку. Райнерт стверджує, що голод буває тільки в тих країнах, які спеціалізуються на сільському господарстві. У державах Західної Європи і США лише 3% населення залучено до сільського господарства, водночас така частка забезпечує потреби своїх країн і навіть дозволяє торгувати сільськогосподарською продукцією. Дуже важливо досягти синергії між сільським господарством і промисловістю. Що обробленішим буде сільськогосподарський продукт, то краще країна буде захищена.